# Kościół Wniebowzięcia Najświętszej Maryi Panny w Iłży
Kościół Wniebowzięcia Najświętszej Maryi Panny w Iłży – rzymskokatolicki kościół parafialny należący do dekanatu iłżeckiego diecezji radomskiej.

## Historia i architektura

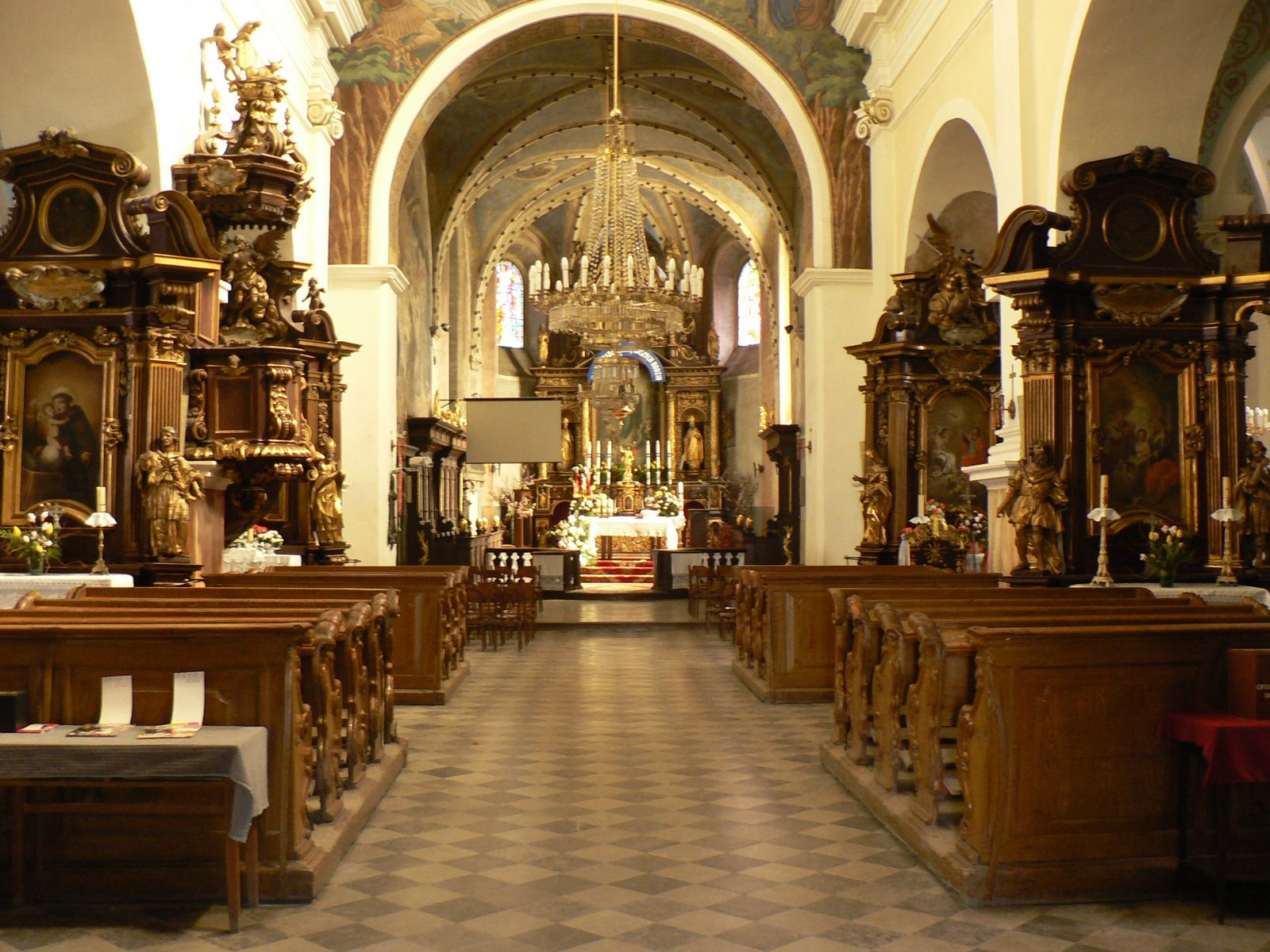
Wnętrze świątyni

Obecna świątynia została wzniesiona w XVII wieku na miejscu budowli gotyckiej wzmiankowanej w 1326 roku. Najpierw około 1603 roku zostało wzniesione prezbiterium nawiązujące do późnego gotyku. Kolejnym etapem była budowa w latach 1625–1634 trójnawowego korpusu głównego w stylu wczesnobarokowym. Prace te zostały wykonane dzięki staraniom Marcina Szyszkowskiego, proboszcza iłżeckiego, a następnie biskupa krakowskiego. W 1634 roku ten sam biskup konsekrował świątynię. Chociaż kościół niszczony był w latach 1655, 1657 i 1740, to odbudowy nie zatarły cech stylowych prezbiterium i korpusu głównego. W 1629 roku do elewacji południowej świątyni została dobudowana manierystyczna kaplica nosząca wezwanie św. Krzyża, na planie kwadratu, nakryta okrągłą kopułą zakończoną latarnią. Kaplica nazywana jest „Kaplicą Szyszkowskich” od nazwiska fundatora, wspomnianego wyżej biskupa Marcina Szyszkowskiego. Po gruntownej restauracji w 1670 roku budowla została ponownie konsekrowana. W latach 1832, 1850, 1906, 1949, 1964–1968 świątynia była odnawiana. We wnętrzu kościoła znajduje się ołtarz główny z 1629 roku, reprezentujący styl wczesnobarokowy, przykład sztuki snycerskiej oraz stiukowa dekoracja sklepienia, wykonana w pierwszej połowie XVII wieku.